# Pannarano
Pannarano é uma comuna italiana da região da Campania, província de Benevento, com cerca de 1.996 habitantes. Estende-se por uma área de 11 km², tendo uma densidade populacional de 181 hab/km². Faz fronteira com Avella (AV), Pietrastornina (AV), Roccabascerana (AV), San Martino Valle Caudina (AV), Sperone (AV), Summonte (AV).

## Demografia
| Variação demográfica do município entre 1861 e 2011                               |
|                                                                                   |
| Fonte: Istituto Nazionale di Statistica (ISTAT) - Elaboração gráfica da Wikipedia |